# ایل بیات
بیات یکی از قبیله‌های تُرک‌تبار است که عمدتاً در ایران، ترکیه، عراق و سوریه سکنی گزیده‌اند.
این قبیله به احتمال بسیار زیاد با مهاجرت‌های ترکان سلجوقی در نیمهٔ اول قرن ۱۱ میلادی وارد فلات ایران شده‌اند. بیات‌ها یکی از ۲۲ قبیلهٔ غز هستند که محمود کاشغری آن‌ها را در کتاب دیوان لغات دیوان لغات الترک، نام ایشان را شرح داده و ذکر کرده است. این قوم نشان علم و پرچم خاص خود را داشته است و توتم آن شاهین بوده است. وجه تسمیه خود این کلمه به جمع باقاعدهٔ «بایان» به معنی «دارا» و «با مکنت و ثروت» بر می‌گردد و در این حالت عقیدهٔ خواجه رشیدالدین فضل الله در کتاب جوامع التواریخ مبنی بر معنای بیات به عنوان «با دولت» می‌تواند صحیح باشد.

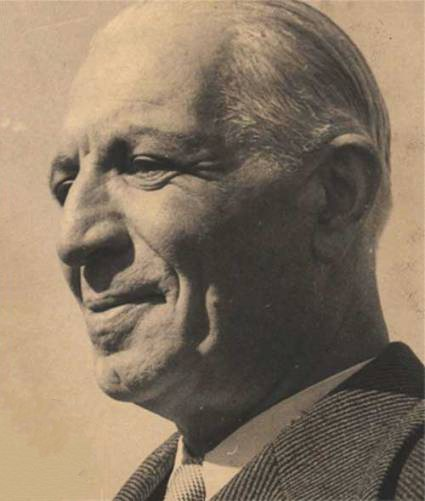
مرتضی‌قلی بیات ملقب به سهام السلطان از نخست‌وزیران ایران و نماینده چند دوره مجلس شورای ملی از اراک از طوایف بیات عراق عجم ساکن در محال کزاز و کرهرود بود

## تاریخچه
قبیله بیات یکی از قبیله‌های تاریخی ترکان به نام اوغوز هستند که برخی از آن‌ها در حدود قرن ۱۱ میلادی به ایران مهاجرت کردند. ابتدا در شمال خراسان و پس از آن به دلیل نزدیکی با خاندان سلجوقی در بسیاری از مناطق ایران از جمله خراسان، آذربایجان شرقی و غربی، اردبیل، چهارمحال و بختیاری (اشکفتک)، زنجان، اراک، خمین، همدان، فریدن اصفهان،تویسرکان، ملایر، زرندیه و فارس و لرستان سکنیٰ گزیده‌اند. شاخهٔ از قوم بیات در منطقه جاپلق واقع در شهرستان ازنا و الیگودرز به مرکزیت روستای طازران ساکن هستند.
بیات‌ها پیش از مهاجرت گسترده خود به غرب آسیا شامل ایران، افغانستان، عراق، آذربایجان، ترکمنستان، سوریه و ترکیه می‌شود) در اطراف رودخانه قراموران یا بنابر گفته‌های حمدالله مستوفی، قارامران، واقع در شمال چین می‌زیسته‌اند که گروه‌هایی از این قبیله مشهور به بایاوت ده‌ها سال پیش از سلطنت چنگیزخان در زمره طوایف مغول درآمده بودند.
مهاجرت این ایل، از سوی سرزمین‌هایی آغاز شد که امروزه با نام‌های ازبکستان و قزاقستان می‌شناسیم. این ایل رو به سوی خراسان یعنی در جنوب، راه سپردند و در رکاب سلجوقیان، فتوحات بسیاری داشتند.این مهاجرت به خراسان محدود نماند و مراکز مهم دیگری از جمعیت این خاندان در لرستان، کردستان و عراق شکل گرفت.
شاخهٔ دیگری قوم بیات در منطقهٔ سرولایت شهرستان نیشابور به مرکزیت روستای عبدالله گیو (نیشابور) ساکن است.
این روستا در فاصلهٔ ۱۱۵ کیلومتری غرب شهر مشهد مرکز استان خراسان رضوی، و در بین سه شهر بزرگ نیشابور، قوچان و سبزوار واقع است. فاصلهٔ این روستا از سه شهر فوق به ترتیب ۷۰، ۵۸ و ۹۰ کیلومتر است. کار مردم کشاورزی و دامپروری است. این روستا هم‌اکنون در مرکز دهستان‌های ساقبیک، بیدخان و کوهسخت و … قرار داردو از توابع شهرستان نیشابور می‌باشد و به علت مرکزیت محلی و دسترسی به سه شهر بزرگ اطراف، و همچنین دارا بودن زمین‌های مسطح و مناسب، از روستاهای مستعد پیشرفت برای انجام امورات اداری مردم دهستان‌ها و بخش‌های اطراف است.

به نوشتهٔ کتاب «تاریخ قوم بیات» اثر نادر بیات، قوم بیات ناحیهٔ خراسان، در زمان نادر شاه افشار از منطقهٔ کرکوک عراق کوچ کرده و در مناطقی از جلگهٔ نیشابور و به‌طور عمده در روستای عبدالله گیو (نیشابور) و برخی از روستاهای همجوار آن ساکن گردیده‌اند.
خاندان بیات از ابتدا هم در امور نظامی و هم در امور اداری مورد اعتماد سلجوقیان بود که خود از خاندان‌های ترک اوغوز به شمار می‌رفتند. اما شجره‌نامه خاندان بیات با اتمام سلسله سلجوقی پایان نمی‌یابد و نام بسیاری از بزرگان این ایل را می‌توان تا زمان‌ معاصر در تاریخ ردیابی کرد.
شجره‌ نامه خاندان بیات به کشور ایران محدود نمانده و در زمان معاصر بسیاری از افراد این ایل، در ترکیه، آذربایجان، ترکمنستان، ازبکستان و عراق مستقرند و روستاهای زیادی به نام بیات در این کشورها وجود دارد.

## مشاهیر ایل بیات در عهد صفوی و قاجار
گروهی از طوایف بیات، دو قرن بعد به آقا محمدخان قاجار پیوستند و سرانشان در زمره دربار قاجار درآمدند. علی‌نقی خان بیات ملقب به نظام لشکر و صمصام الملک، از بزرگان ایل بیات بود که در زمان ناصرالدین شاه می‌زیست. او از مالکان بزرگ ایران و سرکرده یکی از افواج نظامی آن روزگار بود.

##### افراد مهم ایل بیات در این دوره:
- ذوالفقار خان
- عباسقلی خان

(فرزندان صمام‌الملک)
- مرتضی‌قلی خان بیات ملقب به سهام‌السلطان از وکلای مجلس شورای ملی و دارای مقام‌های وزارت و صدارت (پسر عباسقلی خان و نوه صمام الملک) [۴]

## نقش خاندان بیات در تاریخ و سیاست ایران

##### حاکمیت و قدرت:
در برخی دوره‌های تاریخی، ایل بیات نقش مهمی در سیاست ایران ایفا کرده و برخی از اعضای آن به مقامات بلندپایه رسیده‌اند. از جمله این افراد می‌توان به عباسقلی بیات اولین نماینده اراک در مجلس شورای ملی و مرتضی‌قلی بیات (فرزند عباسقلی بیات) نخست‌وزیر ایران اشاره کرد.

##### مقاومت در برابر بیگانگان:
ایل بیات در طول تاریخ در برابر تهاجمات بیگانگان مقاومت کرده و از مرزهای ایران دفاع نموده‌اند.
آخرین تلاش ترکمانان قوم بیات (بایات) برای ایجاد حکومت اسلامی تورکی در قفقاز توسط ایل ترکمان قره پاپاق بزچلو بیات انجام شد.
سام بیات ماکو با حفظ اصالت و ارزش‌های خانوادگی، نام خاندان بیات را در عرصه حقوقی جهان مطرح کرده است.

## خاندان بیات در زمان معاصر
در حال حاضر ایل بیات در میان قشقاییان فارس، کلات خراسان و خمسه زنجان شناخته‌ شده هستند. در حال حاضر ۱۸ آبادی در ارومیه، میانه، دشت میشان، درگز، اراک، بروجرد، ملایر، هشترود، زنجان، گنبد کاووس و دزفول وجود دارد که از خاندان بیات نام گرفته‌اند. اگر چه این ایل اکنون در جای جای ایران پراکنده است اما همچنان نوادگان آن‌ها میراث فرهنگی و تاریخی خود را حفظ کرده‌اند.

## نقش خاندان بیات در فرهنگ و هنر ایران
تاثیر بر موسیقی و آواز اصیل ایرانی: ایل بیات سهم قابل توجهی در فرهنگ ایرانی و ترکی داشته‌اند؛ از مهم‌ترین اثرگذاری‌هایی این ایل، تاثیر بر موسیقی و آواز اصیل ایرانی است که بخشی از آن را همچنان با نام دستگاه «بیات ترک» می‌شناسیم. موسیقی بیات اما به دیگر آوازها (بیات کرد و بیات اصفهان) نیز کشیده شد و منابع تاریخی نشان داده‌اند که این نام نه متعلق به یک فرد بلکه ریشه در نام این خاندان دارد. 
داستان‌ها و افسانه‌ها: ایل بیات دارای داستان‌ها و افسانه‌های غنی است که به صورت شفاهی نسل به نسل منتقل شده‌اند. این داستان‌ها حاوی مفاهیم اخلاقی، اجتماعی و تاریخی هستند و بر ادبیات عامیانه ایران تأثیر گذاشته‌اند. 
شعر و ادبیات: شاعران و نویسندگان بسیاری از ایل بیات برخاسته‌اند که آثار آن‌ها در ادبیات فارسی جایگاه ویژه‌ای دارد. این آثار اغلب به زبان ترکی یا فارسی سروده شده‌اند و بیانگر فرهنگ و زندگی ایلی هستند.
معماری: معماری خانه‌های ایلیاتی بیات با توجه به شرایط آب و هوایی و نیازهای زندگی کوچ‌نشینی شکل گرفته است. این نوع معماری بر معماری روستایی و شهری ایران تأثیر گذاشته است.
پرورش اسب: یکی دیگر از اثرهای فرهنگی این ایل، پرورش اسب‌هایی با نژاد بیات یا بایات است که معروف می‌باشد. در برخی منابع معنای نام بیات را با ریشه‌های پرورش اسب گره زده‌اند؛ چرا که یکی از معناهایی که برای بایات در نظر گرفته شده، اسبِ سرور است. اسب سرور به معنای شخصی است که اسب و جایگاه آن برای او مهم بوده و شیوه زندگی او در تعامل با اسب (پرورش اسب) معنا می‌شده و از آن جا که پرورش انبوه اسب در جامعه ترکمن ابزاری برای ثروتمند شدن است لذا تعریف ارائه شده برای کلمه بایات یعنی نعمت، پر دولت و اسب سرور در یک ردیف قرار می‌گیرند. حتی در حکایات دده قورقود نیز جایگاه و ارزش اسب منعکس شده است.

## نقش ایل بیات در تاریخ و سیاست ایران
در برخی دوره‌های تاریخی، ایل بیات نقش مهمی در سیاست ایران ایفا کرده و برخی از اعضای آن به مقامات بلندپایه رسیده‌اند. از جمله این افراد می‌توان به عباسقلی بیات (اولین نماینده اراک در مجلس شورای ملی) و مرتضی‌قلی بیات (فرزند عباسقلی بیات) نخست‌وزیر ایران اشاره کرد. ایل بیات در طول تاریخ در برابر تهاجمات بیگانگان مقاومت کرده و از مرزهای ایران دفاع نموده‌اند. آخرین تلاش ترکمانان قوم بیات (بایات) برای ایجاد حکومت اسلامی تورکی ئر قفقاز توسط ایل ترکمان قره پاپاق بزچلو بیات صورت گرفت. ایلات بیست و چهارگانه ترکمان اوغوز و طوایف منشعب از آن، از بزرگترین اقوام تورک جهان هستند.

#### امین آقا اجالو
امین آقا اجالو در سال ۱۸۶۸ در روستای کپنکچی بورچالی به دنیا آمد. او قهرمان قاراپاپاق بود که جمهوری تورک قره پاپاق را پایه‌گذاری کرد. این ایالت شامل استان‌های قارس، اردهان، ایغدیر، نخجوان، بورچالی، آهیسکا، آغبانا، آمیسا و باتوم بود. روایتی از رشادتهای او به این شرح است که در انتقام شهادت یکی از دوستان نزدیکش به دست ارامنه با ۴۰ رزمنده دلیر به اردوگاه ارامنه حمله کرد و ۲۰۰ تن از آنان را کشت.

#### خدمات آموزشی خاندان ایلخانی ایل ترکمان بیات در شهر اراک
بعد از «حاج ذوالفقار خان بیات»، دومین کسی بود که اقدام به تأسیس یک مدرسه کشاورزی با نام «مدرسه کشاورزی صمصام الملک بیات» کرد. او اقدامات فرهنگی و خیریه خود را ابتدا با ساخت دومین مدرسه ملی ایران یعنی مدرسه صمصامیه بیات اراک در سال ۱۲۸۴ خورشیدی آغاز کرد. بعد از آن در سال ۱۳۱۴ خورشیدی اقدام به تأسیس مریض‌خانه بیات در حوالی چشمه پنجعلی شازند کرد که توسط یک پزشک بلژیکی اداره می‌شد. او سرانجام در سال ۱۳۲۴ خورشیدی دبیرستان کشاورزی صمصام الملک بیات را در کنار همین مریض‌خانه تأسیس کرد. این دبیرستان توسط تقی بنکدار، فارغ‌التحصیل رشته حقوق و رتبه ۵ آزمون دبیری دبیرستان‌های کشور اداره می‌شد. دبیرستان کشاورزی بیات در سال ۱۳۳۷ حدود ۵ هزار متر مربع زمین زراعی زیر کشت داشت و ۱۵۶ دانش‌آموز در آن تحصیل می‌کردند. این دبیرستان همچنین دارای انجمن‌های نظیر انجمن نمایش، هنر و موسیقی، روزنامه‌نگاری و هنرهای زیبا بود. خاندان ایلخانی ایل ترکمان بیات که ریاست ایل ترکمان بیات در محدوده استان مرکزی، زنجان، همدان را بر عهده داشتند از ابتدای قاجاریه و با تأسیس شهر اراک (سلطان‌آباد) در این شهر ساکن شدند و ابنیه زیادی در این شهر از خود به‌جای گذاشتند. دبیرستان بیات هم اکنون با نام هنرستان کشاورزی علی ابن ابیطالب در رشته‌های گلخانه و نهالستان، زراعت غلات و حبوبات و... فعالیت می‌کند.

#### بقایای عمارت عزت الله خانسپه سالارفوج ایل ترکمان بیات در خان نشین بیات ماکو
عزت الله خان، سپه سالار فوج ایل بیات است. وی خواهرزاده مرتضی قلی خان بیات معروف به سردار ماکو آخرین ایلخان ایل ترکمان بیات (بایات) و حاکم خان نشین بیات ماکو بود (ماکو در آذربایجان غربی است). فوج اصطلاحی نظامی بود که در زمان قاجار برای هنگ‌های نظامی استفاده می‌شده است.

#### کوچه قشو رشو محله بیات شیراز متعلق به طایفه بیات آغولی
کوچه قشو رشو در شیراز متعلق به طایفه بیات آغ اولی از ایل ترکمان قزلباش بیات در فارس است. بیات‌ها در ارتباط با اسب و مسائل مربوط به آن، به واسطه شغلی که داشته‌اند به آنان قشو رشو می‌گفتند. قشو به شانه‌های فلزی گفته می‌شود که با آن موهای اسب را شانه می‌کردند و رشو به معنای پیراستن و آراستن است که در اصطلاح به کوتاه کردن و سوهان زدن سم اسب‌ها گفته می‌شد، به همین دلیل کوچه و بازارچه قشو رشو نام گرفت.

#### قبایل ۲۴گانه اوغوزو تامغاهای ترکی
قبایل ۲۴گانه اوغوز و تامغاهای ترکی از فرزندان گون خان منشأ گرفته‌اند. اوغوز خان یکی از افسانه‌های تاریخی ترک‌ها است که به عنوان پدر قوم ترکان اوغوز شناخته می‌شود. او چهار فرزند داشت که هر کدام از آنها چهار فرزند دیگر به دنیا آوردند، که در نهایت به ۲۴ قبیله تقسیم شدند. این قبایل در طول تاریخ ترک‌ها نقش‌های مهمی در تشکیل امپراتوری‌ها و دولت‌های ترکی داشته‌اند.

#### تاریخچه فعالیت‌های دیپلماتیک شاه عباس در اروپا
در تاریخ ۲ ژوئن ۱۶۰۱، حسین علی بیگ بیات، سفیر شاه عباس، به توصیه پاپ، به جای سفر دریایی، تصمیم به سفر زمینی به اسپانیا گرفت. او برای این سفر نیاز به گذرنامه و مدارک داشت که با کمک کاردینال دُسَت و دیگر مقامات فرانسوی تأمین شد. سفارت به بارسلونا و سپس به دربار والدولید هدایت می‌شد.
در حین سفر، سه نفر از همراهان حسین علی بیگ (منشی، خدمتکار و آرایشگر) به طور داوطلبانه به مسیحیت گرویدند. این تبدیل دین در تاریخ ۶ ژوئن ۱۶۰۱ در رم اتفاق افتاد و پاپ شخصاً آنها را تعمید داد. این خبر به سرعت در اروپا پخش شد و باعث نگرانی حسین علی بیگ شد که مبادا شاه عباس یکم از این موضوع خشمگین شود.
سفارت حسین علی بیگ پس از گذر از جنوا و ساوونا، به بارسلونا رسید و در تاریخ ۱۵ ژوئیه ۱۶۰۱، به طور رسمی وارد بارسلونا شد. او و همراهانش با استقبال گرم مقامات محلی مواجه شدند و در بارسلونا به مدت ده روز اقامت کردند. سپس به زاراگوزا و در نهایت به والدولید رفتند. در والدولید، حسین علی بیگ و همراهانش به مدت چند ماه در انتظار ملاقات با پادشاه اسپانیا بودند. در این مدت، مذاکراتی درباره ایجاد روابط دیپلماتیک بین شاه عباس و اسپانیا انجام شد. در نهایت، سفارت در تاریخ ۱۳ اوت ۱۶۰۱ به طور رسمی به دربار اسپانیا وارد شد و حسین علی بیگ با پادشاه ملاقات کرد. در این ملاقات، پادشاه به نشانه احترام کلاه خود را برداشت و به حسین علی بیگ خوشامد گفت.

### نقش و تأثیرات اُروج بیگ بیات در سفر سفارت حسین علی بیگ به اسپانیا
اُروج بیگ بیات به عنوان یکی از اعضای سفارت، نقش مهمی در ثبت وقایع و جزئیات سفر به اسپانیا ایفا کرده است. او اطلاعات دقیقی از مسیر سفر، ملاقات‌ها و وقایع مهم را ثبت کرده است. او به طور خاص به تبدیل سه نفر از همراهان حسین علی بیگ به مسیحیت اشاره می‌کند. این تبدیل دین در تاریخ ۶ ژوئن ۱۶۰۱ در رم اتفاق افتاد و تأثیرات زیادی بر روابط بین ایران و اروپا داشت. اُروج بیگ بیات در گزارشات خود به جزئیات رفتار و استقبال مقامات اسپانیایی از سفارت اشاره کرده و تأثیرات فرهنگی و سیاسی این سفر را تحلیل کرده است
تبدیل به مسیحیت اعضای سفارت، به عنوان یک رویداد بی‌نظیر، به تقویت روابط بین دولت صفوی و واتیکان کمک کرد. این موضوع به عنوان یک رویداد مثبت در نامه‌های پاپ به شاه عباس ذکر شده و به بهبود روابط دیپلماتیک کمک کرد. خبر تبدیل به مسیحیت این سه نفر به سرعت در اروپا پخش شد و توجهات زیادی را جلب کرد. این موضوع به عنوان یک نقطه عطف در تاریخ روابط ایران و اروپا به شمار می‌رود. این رویداد نه تنها به روابط سیاسی بلکه به تبادل فرهنگی نیز منجر شد. سفر حسین علی بیگ و همراهانش به اسپانیا، فرصتی برای تبادل فرهنگی و مذهبی بین دو منطقه مختلف بود.

### ارتباط شاه عباس با اُروج بیگ بیات و دیگر اعضای سفارت
اُروج بیگ بیات یکی از اعضای سفارت حسین علی بیگ، سفیر شاه عباس در اسپانیا بود. انتخاب او برای این سفر نشان‌دهنده اعتمادی است که شاه عباس به او داشته و اهمیت این سفر در روابط بین ایران و اروپا را نشان می‌دهد. سفر حسین علی بیگ و به تبع آن بیات به اسپانیا، بخشی از تلاش‌های شاه عباس برای گسترش روابط دیپلماتیک با کشورهای اروپایی بود. این روابط می‌توانست به ایران کمک کند تا در برابر تهدیدات مختلف، به ویژه از سوی امپراتوری عثمانی و دیگر رقبای منطقه‌ای، مستحکم‌تر شود. بیات و دیگر اعضای سفارت گزارش‌های دقیقی از شرایط سیاسی و فرهنگی اروپا به شاه عباس ارسال کردند. این اطلاعات به شاه عباس در اتخاذ تصمیمات صحیح و ایجاد استراتژی‌های مناسب در عرصه بین‌المللی کمک می‌کرد. در خلال سفر، تبدیل سه نفر از اعضای سفارت به مسیحیت که تحت نظر اُروج بیگ بیات بود، تأثیرات فرهنگی و سیاسی را به همراه داشت. این رویداد ممکن بود برای شاه عباس نگران‌کننده باشد، اما به‌طور کلی به روابط بین ایران و کشورهای مسیحی کمک کرد.

## مذهب و زبان ایل بیات
در حال حاضر دین ایل بیات، اسلام و مذهب آن‌ها، شیعه است. اما پیش از اسلام آن‌ها عموما از آیین شَمَن پیروی می‌کردند. این باورهای سنتی از دوران پیش از تاریخ در سراسر جهان وجود داشته. است. شمن‌باوران به شدت معنوی هستند و از طریق روح خود با جهان و طبیعت ارتباط برقرار می‌کردند. 
زبان ایل بیات نیز ترکی می‌باشد. 